# Carlos Federico Guillermo de Leiningen
Carlos Federico Guillermo, Príncipe de Leiningen (en alemán: Carl Friedrich Wilhelm, Fürst zu Leiningen; 14 de agosto de 1724 - 9 de enero de 1807) fue un príncipe soberano alemán. (Ver Fürst por la diferencia entre este y el otro título principesco, príncipe.)

## Biografía
La antigua familia de Leiningen, eran originarios probablemente de la nobleza franca, cuyas posesiones originalmente estaban presentes principalmente en el Palatinado y se encontraban en los Vosgos del Norte.
Era el hijo mayor de Federico Magnus, Conde de Leiningen-Dagsburg-Hartenburg y de su esposa la condesa Ana Cristina Leonor de Wurmbrand-Stuppach, y sucedió a su padre a la muerte de este, el 28 de octubre de 1756.
En 1768 el Conde de Leiningen recibió la Cruz de Caballero de la Orden del León de Baviera. El 3 de julio de 1779, fue nombrado Príncipe del Sacro Imperio Romano, convirtiéndose en el primer Príncipe de Leiningen.
A raíz de la expansión de la Revolución Francesa en la década de 1790 a lo largo y ancho de toda Alemania, la familia fue expulsada en 1796 de la residencia de Durkheim habitada desde 1725. El castillo de Durkheim fue incendiado.
Por el proceso de mediatización los Leiningen fueron compensados por primera vez con un principado independiente de Leiningen, que consistía preferentemente de partes del antiguo Electorado de Maguncia. 
También por mediatización y la influencia de Napoleón Bonaparte en 1806, perdió su poder político ante el Gran Ducado de Baden. Esto también ocurrió en 1810 en las zonas del territorio del Gran Ducado de Hesse-Darmstadt, que como consecuencia del Congreso de Viena en 1816 pasaron al Reino de Baviera.

## Matrimonio y descendencia
El 24 de junio de 1749, se casó con su prima hermana Cristina Guillermina Luisa, hija de Guillermo Carlos Luis, Conde de Solms-Rödelheim y Assenheim y su esposa la condesa María Margarita Leopolda de Wurmbrand-Stuppach. Ella murió el 6 de enero de 1803, habiendo dado a luz a un hijo y tres hijas:
1. Cristina Mariana Isabel (27 de octubre de 1753 - 16 de febrero de 1792), se casó el 17 de mayo de 1768 con el conde Carlos Luis de Salm.
2. Carlota Luisa Polixena (27 de mayo de 1755 - 13 de enero de 1785), se casó el 1 de septiembre de 1776 con el conde Francisco de Erbach-Erbach.
3. Carolina Sofía Guillermina (4 de abril de 1757 - 18 de marzo de 1832), se casó el 21 de septiembre de 1773 con el conde Federico Magnus de Solms-Wildenfels.
4. Carlos (27 de septiembre de 1763 - 4 de julio de 1814) sucedió a su padre como segundo príncipe de Leiningen.